# 罗登贝克
罗登贝克是德国石勒苏益格－荷尔斯泰因州的一个市镇。总面积7.09平方公里，总人口478人，其中男性222人，女性256人（2011年12月31日），人口密度67人/平方公里。